# Oscinella angustipennis
Oscinella angustipennis är en tvåvingeart som beskrevs av Oswald Duda 1933. Oscinella angustipennis ingår i släktet Oscinella och familjen fritflugor. Inga underarter finns listade i Catalogue of Life.